# Kehtna
Kehtna è un comune rurale dell'Estonia centrale, nella contea di Raplamaa. Il centro amministrativo è l'omonimo borgo (in estone alevik).

## Località
Oltre al capoluogo, il comune comprende altri quattro borghi, Eidapere, Lelle, Keava e Kaerepere, e 43 località (in estone küla):
Ahekõnnu - Ellamaa - Haakla - Hertu - Hiie - Ingliste - Käbiküla - Kaerepere - Kalbu - Kärpla - Kehtna-Nurme - Kastna - Kenni - Koogimäe - Koogiste - Kõrbja - Kumma - Laeste - Lalli - Lau - Lellapere - Lellapere-Nurme - Linnaaluste - Lokuta - Metsaääre - Mukri - Nadalama - Nõlva - Ohekatku - Pae - Palasi - Paluküla - Põllu - Põrsaku - Reonda - Rõue - Saarepõllu - Saksa - Saunaküla - Selja - Sooaluste - Valtu-Nurme - Vastja.